# Greyhound (film)
Greyhound je ameriški vojni film režiserja Aarona Schneiderja, ki je izšel leta 2020 v digitalni distribuciji prek storitve Apple TV+. Scenarij je napisal Tom Hanks, ki je zaigral tudi v glavni vlogi, poleg njega pa so imeli glavne vloge še Stephen Graham, Rob Morgan in Elisabeth Shue. Zgodba, ki temelji na romanu The Good Shepherd angleškega pisatelja C. S. Foresterja iz leta 1955, opisuje komandirja ameriške mornarice na prvi plovbi prek Atlantika kmalu po vstopu ZDA v drugo svetovno vojno v začetku leta 1942, med katero je zadolžen za varovanje konvoja trgovskih ladij pred napadi nemških podmornic.
Film bi moral iziti 12. junija 2020 v distribuciji Sony Pictures, a je bil izid zakasnjen zaradi pandemije nove koronavirusne bolezni. Sony je nato prodal pravice podjetju Apple, ki je film izdalo digitalno mesec dni kasneje. Deležen je bil pretežno pozitivnega odziva kritikov, ki so pohvalili predvsem akcijske sekvence.

## Zgodba
Med bitko za Atlantik se konvoj HX-25, v katerem je 37 zavezniških ladij, prebija iz Severne Amerike proti Liverpoolu. Spremljajo ga štiri bojne ladje: ameriški rušilec USS Keeling s klicno oznako »Greyhound« pod poveljstvom Ernesta Krauseja, britanski rušilec HMS James s klicno oznako »Harry«, poljski rušilec ORP Viktor s klicno oznako »Eagle« (na radiu je britanski častnik za zveze) in kanadska korveta HMCS Dodge s klicno oznako »Dicky«. Vse so pod Krausejevim poveljstvom; kljub temu, da je visok častnik, je to njegovo prvo poveljstvo v vojnem času.
Konvoj vstopi v predel Atlantika, kjer ni zračne podpore iz oporišč na celini. Tri dni preden dosežejo območje zračne podpore na vzhodu, jim admiralska ladja konvoja sporoči, da je njihov visokofrekvenčni radiokompas prestregel nemška sporočila v bližini, verjetno s podmornic. Greyhoundova posadka odkrije podmornico na površini, ki se približuje konvoju, zato se rušilec oddalji od konvoja, da bi jo prestregel. Pridejo v doseg topov, a se podmornica potopi preden jo opazijo. Poskuša se izmuzniti pod ladjo, zato s pomočjo sonarja izvedejo manever in jo uničijo s salvom globinskih bomb.
Veselje posadke je kratko, saj kmalu opazijo opozorilne rakete na repu konvoja. Grška trgovska ladja je bila napadena in se potaplja. Krause ukaže, da se Greyhound približa in pride pomagat, medtem pa se izogne torpedu, ki ga je izstrelila druga podmornica. Po reševanju se vrnejo h konvoju in prejmejo več sporočil od ostalih spremljevalnih ladij o zaznanih podmornicah. Spremlja jih volčje krdelo šestih podmornic, ki se zadržuje tik izven dosega in čaka na temo. Ko pade noč, začnejo Nemci z napadom in torpedirajo pet trgovskih ladij. Ena od njih, ki je torpedirala tanker, uide Greyhoundu s pomočjo akustične vabe, medtem ko Krause, ki nima izkušenj s takšno taktiko, zapravlja globinske bombe. Krause se odloči, da bo pomagal preživelim z gorečega tankerja preden se bo vrnil v boj.
Naslednje jutro podmornice napadejo Greyhounda. Kapitan podmornice Sivi volk jih draži prek radija in grozi, da jih bo vse potopil. Krauseju takrat podrejeni pove, da jim je ostalo le še šest globinskih bomb. Podmornice izstrelijo več torpedov proti Greyhoundu, ki se jim Krause s spretnim manevrom komaj izogne. Medtem sta v napadu poškodovana Dicky in Eagle, slednji se kasneje potopi. Greyhound in Dicky skupaj na gladini uničita eno od podmornic, ki pa v obstreljevanju s krovnim topom zadene Greyhoundovo stranico. V eksploziji so ubiti Krausejev strežnik George Cleveland in dva mornarja. Po pokopu umrlih Krause prekrši prepoved radijske komunikacije, da pošlje poziv »na pomoč« Admiraliteti.
Zadnji dan v osrčju Atlantika preostale podmornice napadejo z vso silo. En od torpedov se odbije od stranice Greyhounda, a se Krauseju posreči izogniti napadu. Po srditi bitki Greyhound uniči vodilno podmornico. Nato na olajšanje vseh opazijo britanski bombnik PBY Catalina, ki je priletel na pomoč. S streli mu pokažejo, kje je zadnja vidna podmornica, ki jo bombnik uniči z globinskimi bombami. Preostale tri podmornice domnevno uidejo.
Krause kmalu po tem prejme radijsko sporočilo od vodje skupine, ki jih je prišla zamenjat, da mora z ostalima rušilcema na popravila v Derry. Vsi so pohvaljeni za štiri uničene podmornice. Krause prepusti poveljstvo mlajšemu častniku na krovu, vsi na ladijskem mostu pa ga premerijo z novim spoštovanjem. Sam ves čas prečkanja ni ne spal in ne jedel, zato se končno odpravi proti svoji kabini počivat, medtem pa ves konvoj vzklika in ploska v slovo trem spremljevalnim ladjam, ki so jih obvarovale pred Nemci.

## Igralska zasedba
- Tom Hanks kot poveljnik Ernest Krause, komandir rušilca USS Keeling s kodnim imenom Greyhound
- Stephen Graham kot poveljujoči poročnik Charlie Cole, Krausejev izvršilni častnik
- Rob Morgan kot George Cleveland, strežnik
- Elisabeth Shue kot Evelyn Frechette, Krausejeva partnerka
- Manuel Garcia-Rulfo kot Melvin Lopez
- Karl Glusman kot Red Eppstein
- Tom Brittney kot poročnik Watson
- Jake Ventimiglia kot Harry Fippler
- Matt Helm kot poročnik J. Edgar Nystrom
- Joseph Poliquin kot Herbert Forbrick
- Devin Druid kot Homer Wallace
- Maximilian Osinski kot Eaglov glas
- Dominic Keating kot Harryjev glas
- Grayson Russell kot signalist #1
- Dave Davis as Boatswain's Mate #1
- Michael Benz kot poročnik Carling
- Travis Przybylski kot LTJG Dawson
- Josh Wiggins kot govornik #1
- Chet Hanks kot Bushnell
- Ian James Corlett kot Dickiejev glas
- Thomas Kretschmann kot glas Sivega volka

## Produkcija
Septembra 2016 so prišle v javnost informacije, da Tom Hanks, sicer bolj znan kot igralec, piše scenarij o ameriškem rušilcu med drugo svetovno vojno in računa na glavno vlogo, Aaron Schneider pa je izbran za režiserja.
Predprodukcijske posnetke so ustvarjali januarja 2018 na krovu sodobne fregate HMCS Montréal v sestavi Kraljeve kanadske vojne mornarice. Marca 2018 so bili za stranske vloge izbrani Stephen Graham, Elisabeth Shue, Rob Morgan, Karl Glusman in Manuel Garcia-Rulfo, snemanje pa se je pričelo v Louisiani na krovu muzejskega rušilca USS Kidd (DD-661) v kraju Baton Rouge. S snemanjem so zaključili aprila.

## Izid in odziv
Greyhound naj bi po prvotnih načrtih izšel v ameriških kinematografih v distribuciji Sony Pictures oz. njegove podružnice Columbia 22. marca 2019, a so izid prestavili za 14 mesecev, na obletnico dneva zmage v Evropi. Januarja 2020 je bil nato izid znova prestavljen, tokrat na poletje. Nato je bil, podobno kot mnogi filmi, umaknjen z urnika izdaj zaradi pandemije nove koronavirusne bolezni, ki je ustavila delovanje kinematografov. Maja 2020 je prišla v javnost novica, da je podjetje Apple za 70 milijonov USD odkupilo pravice za distribucijo prek svoje storitve Apple TV+. Edino s Sonyjem povezano podjetje, ki je obdržalo pravice, je bil Stage 6 Films. Film je bil na voljo od 10. julija 2020. Po izjavah predstavnika podjetja je v vikendu po izidu doživel najboljši odziv od vseh vsebin v zgodovini platforme, po podatkih analitikov je bil uspeh enakovreden poletnemu hitu v kinematografih (Apple sicer ne objavlja podatkov o prenosih).
Sodeč po spletnih straneh, ki zbirajo in povprečijo ocene, je bil deležen »v splošnem pozitivnega odziva« s povprečno oceno približno 6,5 od 10. Recenzent za revijo Variety ga je označil »ne toliko za dramo kot za napet in jedrnat dnevnik logistike bitke«; pripomnil je, da kljub dejstvu, da se večina akcije dogaja na odprtem, na balkonu pred poveljniškim mostom, je vzdušje pogosto utesnjeno kot v podmorniškemu trilerju.